# آدریان تیتیئنی
آدریان تیتیئنی (رومانیایی: Adrian Titieni؛ ‏تلفظ رومانیایی: [adriˈan titiˈeni]؛ زادهٔ ۶ ژوئن ۱۹۶۳) بازیگر اهل رومانی است. وی از سال ۱۹۸۵ در بیش از ۵۰ فیلم بازی کرد.
از فیلم‌هایی که وی در آن‌ها نقش داشته‌است، می‌توان به به‌دام‌افتاده، کارچاق‌کن، بلوط، مسئله بچه، بخارست بی‌وقفه و فارغ‌التحصیلی اشاره نمود.